# كازو (سايتاما)
مدينة كازو (بالإنجليزية: Kazo) هي أحد المدن التابعة لمحافظة سايتاما في اليابان، تأسست رسميًا في 03/05/1954. ويقدر عدد سكانها بـ 67862 نسمة حسب تقدير مكتب الإحصاء الياباني لعام 2012، وتبلغ مساحة كازو 59.4 كم2. بكثافة سكانية تبلغ 1142 نسمة/كم2.